# 阿卜杜拉扎克·马夫利亚诺夫
阿卜杜拉扎克·马夫利亚诺夫，（俄语：Абдуразак Мавлянов，1908年3月31日（格里历：3月18日）—1975年3月13日），乌兹别克族，苏联党和国家领导人。曾任乌共（布）塔什干州、布哈拉州、安集延州委第一书记，乌兹别克苏维埃社会主义共和国最高苏维埃主席、部长会议主席等职务。

## 生平
- 1908年3月18日（格里历：3月18日）出生于俄罗斯帝国锡尔河州奇姆肯特区塞拉姆村的一个工匠家庭。1924年加入共青团。
- 1924年5月-8月，塔什干印刷厂学校学习。
- 1924年8月-1929年10月，塔什干第一印刷厂打字员。1929年毕业于塔什干师范学院。1929年10月加入联共（布）。
- 1929年10月-1930年10月，塔什干第一印刷厂委员会主席。
- 1930年11月-1932年5月，塔什干第一印刷厂厂长。
- 1932年5月-1933年9月，乌兹别克苏维埃社会主义共和国印刷工人工会中央委员会主席。
- 1933年9月-1937年2月，乌兹别克苏维埃社会主义共和国工会委员会副主席。
- 1937年2月-1938年1月，苏联棉花农场和拖拉机工会联盟中央委员会主席。
- 1938年1月-6月，乌兹别克苏维埃社会主义共和国Derzhvydav出版社社长。
- 1938年6月-9月，乌共（布）塔什干市委第三书记。
- 1938年9月-1939年2月，乌共（布）撒马尔罕州委第二书记。
- 1939年2月-1941年10月，乌共（布）布哈拉州委第一书记。
- 1941年12月-1942年3月，乌共（布）中央宣传鼓动部党委书记。
- 1942年3月-1946年2月，乌共（布）塔什干州委第一书记。
- 1946年2月-1949年1月，乌共（布）安集延州委第一书记。期间，1947年8月-1950年8月，乌兹别克苏维埃社会主义共和国最高苏维埃主席。
- 1949年1月-1950年1月，联共（布）中央党校培训班学习。
- 1950年1月-4月，乌共中央委员会书记。
- 1950年4月-1951年5月，乌兹别克苏维埃社会主义共和国部长会议主席。
- 1951年5月-1953年12月，苏共中央党校学习。
- 1954年1月-1957年3月，奇姆肯特州第一副州长。
- 1957年4月-1959年2月，退休。
- 1959年2月-1960年3月，塔什干州奥尔忠尼启则区第六国营农场场长。
- 1960年3月-1962年9月，塔什干州奥尔忠尼启则区第一果园园长。
- 1962年9月起退休。
- 1975年3月13日于塔什干逝世，享年66岁。

马夫利亚诺夫是联共（布）18大代表；第2届苏联最高苏维埃联盟院代表，第3届苏联最高苏维埃民族院代表；第2-3届乌兹别克苏维埃社会主义共和国最高苏维埃代表。

## 荣誉
- 三次列宁勋章
- 二级卫国战争勋章
- 劳动红旗勋章
- 荣誉勋章